# Enderal
Enderal: The Shards of Order (с англ. — «Эндерал: Осколки порядка») — глобальная модификация к компьютерной игре The Elder Scrolls V: Skyrim, разработанная немецкой студией SureAI и выпущенная в 2016 году в качестве сиквела популярной модификации Nehrim: At Fate’s Edge. В 2019 году вышло дополнение Enderal: Forgotten Stories (с англ. — «Эндерал: Забытые истории»), и игра вместе с дополнением была выпущена в Steam. В 2021 году сторонняя команда портировала мод на переиздание Skyrim Special Edition. Enderal распространяется бесплатно, однако требует наличия лицензионной версии Skyrim или Skyrim Special Edition, при этом покупка дополнений не обязательна.
Мод имеет ряд существенных отличий от The Elder Scrolls V: были изменены системы прокачки и быстрого перемещения, добавлены новые таланты и снаряжение. По словам разработчиков, они старались создать «смесь The Elder Scrolls и Gothic, приправленную многогранным и сложным сюжетом». Сюжет игры не связан с серией The Elder Scrolls, а разворачивается на континенте Эндерал планеты Вин, через несколько лет после событий мода Nehrim. Прохождение игры занимает 30—120 часов реального времени.
Модификация разрабатывалась 5 лет командой из 14 человек и получила полную озвучку на двух языках — немецком и английском. В озвучке мода поучаствовали более 80 актёров озвучки, в том числе профессиональных, все они работали на безвозмездной основе.
Enderal получила положительные отзывы критиков, а также выиграла в номинации «Лучшее произведение фанатов» на The Game Awards 2016 и входит в зал славы модов Mod DB.

## Игровой процесс
Несмотря на то, что Enderal технически является модом к The Elder Scrolls V: Skyrim, фактически она является новой игрой в новой вселенной, с оригинальным сюжетом, новыми персонажами и рядом геймплейных изменений. В числе прочего была улучшена и графика, в том числе анимации и система частиц. Модификация обладает полностью оригинальным саундтреком за авторством Марвина Коппа. Enderal, однако, использует ряд моделей и текстур оригинальной игры.
Enderal является более линейной игрой, чем The Elder Scrolls V: Skyrim; сценарист проекта Николас Самуэль Лицау называет Enderal «сегментированно линейным» проектом — игрой с открытым миром, которая периодически фиксируется на основном квесте, чтобы игрок не отвлекался от сюжета. Игра разворачивается на континенте Эндерал, который почти не уступает Скайриму по площади, биомы Эндерала разнятся от аналогичной Скайриму тундры до джунглей и пустынь. В игре нет возможности играть за уникальные для мира TES расы вроде каджитов и аргониан — игрок выбирает свою расу из списка человекоподобных метисов: полуаразиалец, полуаэтерна, полукилеец и полукираниец.
Разработчики мода решили отказаться от ролевой системы оригинальной игры, убрав автоматическое повышение уровня врагов в зависимости от уровня игрока и заменив систему «навык повышается, когда игрок занимается соответствующей деятельностью» на более традиционную для ролевых игр систему с очками опыта. Очки опыта зарабатываются при осуществлении таких активностей, как выполнение квестов, уничтожение врагов, обнаружение новых локаций и создание предметов. Каждый квест в игре имеет рейтинг сложности от 0 до 4 «звёзд», позволяющий определить, какие квесты можно пройти низкоуровневому персонажу, чтобы повысить свой уровень и стать достаточно сильным для прохождения более сложных квестов. Некоторые побочные квесты нелинейны и оставляют игроку свободу принятия решений, а некоторые представляют собой диалог со второстепенным персонажем, позволяющий узнать его получше.
При повышении уровня игрок увеличивает одну из трёх основных характеристик на выбор — здоровье, ману или выносливость, — а также получает три вида очков: обучения, крафтинга и воспоминаний. Очки обучения могут быть распределены на боевые навыки: псионика, элементализм, ментализм, одноручное оружие, защита, стрельба, энтропия, магия света, двуручное оружие, лёгкая броня, тяжёлая броня и скрытность. Очки крафтинга необходимы для повышения ремесленных навыков: алхимия, карманная кража, взлом замков, зачарование, ремесло и риторика. Для распределения очков обучения и крафтинга необходимо приобретать специальные учебники. Чтение учебника навсегда повысит уровень соответствующего навыка на единицу, если у героя есть свободные очки, а книга имеет подходящий уровень: так, чтобы повысить навык выше 25, необходимо приобрести учебник уровня «адепт» или выше. Из-за обновлённой ролевой системы, в Enderal, в отличие от Skyrim, невозможно довести все навыки до максимального уровня за одно прохождение. Кроме того, в игре нет возможности перераспределить потраченные очки, чтобы попробовать другие комбинации навыков.
За очки воспоминаний приобретаются умения на камнях классов. Всего в игре три воинских класса (вандал, хранитель и танцор с клинками), три магических (элементалист, чудотворец и колдун), три воровских (лазутчик, бродяга и ловкач), а также два класса, введённых в дополнении Forgotten Stories (ликантроп и фазмалист). Некоторые классы образуют синергию: вложение 10 очков воспоминаний в два сочетаемых класса откроет для игрока специальный, скрытый класс. Так, вложив по 10 очков в класс «ловкач» и в один из магических классов, игрок откроет специальный класс «лучник-чародей», усиливающий навыки стрельбы, элементализма и магии света. В игровом мире спрятаны подсказки о том, какие ветки талантов могут образовать синергию. Также в игре присутствуют таланты, заменяющие крики из Skyrim.
Очки здоровья восстанавливаются вне боя только если персонаж сыт, а восстановить их по ходу боя можно, если выпить лечебное зелье или применить заклинание исцеления. Активное использование целительной магии, употребление лечебных зелий или нахождение в местах с сильной магической аурой приводит к развитию чародейской лихорадки, увеличение которой будет вызывать у персонажа отрицательные побочные эффекты, а доведение её до 100 % приведёт к смерти героя. Уровень чародейской лихорадки может быть снижен специальным зельем (существует возможность его приготовления на столе алхимика) под названием Амброзия.
В моде отсутствует система быстрого перемещения из Skyrim. Вместо неё игрок может либо заплатить и перелететь в другую часть континента на мираде, огромной четырёхглазой птице, либо воспользоваться телепортационным свитком. Кроме того, по столичному городу Арк доступно быстрое перемещение посредством указателей. Также из игры была вырезана возможность пропускать время в ожидании: для того, чтобы отдохнуть и восстановить очки здоровья, игроку необходимо найти кровать или спальное место. Незначительно изменилась и система ремесла: чтобы создать какой-либо предмет, игрок должен сначала найти соответствующий ему чертёж; у которого, в свою очередь, есть требования к навыку ремесла.
В игре есть множество коллекционных предметов, таких как магические символы, нахождение которых награждается очками опыта, или грибы, называемые Ледяными когтями, употребление которых в пищу навсегда незначительно увеличивает максимальный переносимый персонажем вес. Также в игру были добавлены комплекты брони: экипировка нескольких предметов из одного комплекта даёт игроку бонус к характеристикам.
Прохождение игры занимает 30—100 часов. Дополнение Forgotten Stories добавляет ещё 10—20 часов игрового процесса. Версия Enderal для Steam поддерживает достижения и синхронизацию сохранений через облако.

## Сюжет

Джеспар Даль’Варек и Калия Закареш — возможные спутники главного героя в Enderal

Действие игры разворачивается на вымышленной планете Вин через несколько лет после событий Nehrim: At Fate’s Edge. Главный герой вместе со своим другом Сириусом бежит из Нерима в Эндерал, укрывшись в трюме чужого корабля, однако их обнаруживают, после чего Сириуса убивают, а главного героя привязывают к телу друга и выкидывают в открытое море. Герою удаётся выжить, и волны выбрасывают его на берег Эндерала. На материке герой обнаруживает, что подхватил непонятную болезнь — чародейскую лихорадку, а также получил способность видеть эпизоды из прошлого и будущего. Затем он встречает наёмника Джеспара Даль’Варека, который помогает ему добраться до своих нанимателей — Священного ордена, маги которого помогают герою обуздать его болезнь. Верховный магистр ордена Теалор Арантеаль заинтересовывается видениями героя и рассказывает ему о Цикле, по окончании которого происходит Очищение и целые цивилизации исчезают без следа. Последней такой цивилизацией была пирийская. По ряду происходящих событий Теалор определяет близость Очищения: гражданские войны, эпидемия Красного безумия и появление вестников, а именно Императора (Теалора) и Прорицателя (главного героя), которые в своих снах и видениях видят предзнаменования грядущего апокалипсиса. За Очищением стоят некие эфемерные сущности, называемые Высшими. Главный герой вступает в хранители ордена одновременно с послушницей Калией Закареш, и вместе с Теалором начинает бороться с грозящим Очищением путём постройки Светоча — машины для уничтожения Высших.
Когда работа над Светочем подходит к концу, на Эндерал прибывают войска неримцев под командованием Таранора Коарека, также считающего себя вестником. Он уверен, что Очищение является эволюцией человечества на следующую ступень развития, и считает религию главным препятствием к вознесению. Коарек требует от Священного ордена разрушить Светоч, и, получив отказ, берёт город в осаду. Герои отправляются на летающем корабле в Звездный город, жители которого в свое время смогли избежать Очищения, искать последний компонент Светоча — Нуминос, способный целенаправленно направить энергию машины на Высших, без него хаотический всплеск ненаправленной энергии убьёт всех в большом радиусе. В самом городе звездников было пусто, все его жители исчезли без следа. В процессе поиска герои узнают истинную природу Цикла: Очищение является процессом отделения мыслей и сознаний людей от тел, которые затем формируют новое, коллективное сознание умершей цивилизации — и становятся Высшим. Таким образом, зарождение и развитие цивилизаций для Высших сродни выращиванию скота на убой. Нуминос, однако, найти не удаётся, в результате чего герои вернулись на континент с пустыми руками.
Некоторое время спустя один из сильнейших магов ордена, Юслан Ша’Рим, приходит к выводу, что бывшая столица пирийцев, Город Тысячи разливов, расположен прямо под Арком, и что Нуминос находится именно там, в месте, где произошло последнее Очищение. Экспедицию приходится начинать в срочном порядке, поскольку тручесса ордена предает своих соратников и открывает ворота неримцам, после чего войска Коарека врываются в Арк и начинают массовую резню. Теалор созывает всех своих подчиненных и приказывает удержать Храм Солнца и Светоч любой ценой, пока он вместе с Прорицателем, его компаньоном и Юсланом не найдут Нуминос. Но в процессе его поиска Юслан предает Теалора в самый последний момент, уничтожив себя и Нуминос прямо на глазах предводителя ордена. Все это было сделано в качестве мести, ибо Арантеаль в свое время убил семью Ша’Рима во время «Ночи тысячи пожаров» в Кире. Таким образом, Светоч стал бесполезным против Высших, и Теалор, бросив спутников, решает прибегнуть к крайним мерам — запустить машину без Нуминоса, чтобы уничтожить войска неримцев вместе со всем Эндералом и тем самым дать остальным континентам время на постройку нового Светоча.
Тем временем Прорицатель находит Голиафа с заключённым внутри сознанием представителя древней цивилизации, более древней, даже относительно пирийцев. В свое время он хотел пережить Очищение и явиться на заре появления нового человечества, чтобы стать для них божеством и помочь им одолеть Высших, однако Очищение пришло раньше планируемого времени. В результате Голиаф не был достроен и ему досталась роль пассивного наблюдателя, который наблюдал за каждым новым Очищением, снова и снова, не имея возможности вмешаться в происходящее. Он рассказывает герою, что Высшие не могут напрямую влиять на мир людей, в том числе не могут сами начать Очищение, они лишь посылают эмиссаров, представляющими собой бесплотные проекции умерших, которые внешне никак не отличаются от обычных людей и воспринимают себя таковыми. Ими очень просто манипулировать посредством снов и видений, в результате чего такие люди продвигают и осуществляют Очищение, сами того не подозревая. И Теалор, и Прорицатель, который на самом деле утонул в самом начале истории, давно мертвы и являются бесплотными, хоть и не осознают этого. Само Очищение проводится с помощью Светоча, если в нём отсутствует Нуминос, таким образом, благодаря Теалору, оно уже началось. Голиаф предлагает герою бежать с Вина в Звездный город и вернуться в начале следующего Цикла, будучи к тому моменту настоящим «Богом» среди новых цивилизаций, так как бесплотность дает возможность Прорицателю жить вечно и не стареть, а также быстро учиться и накапливать новые знания, которые позволят ему в будущем одолеть Высших и разорвать Цикл. Напоследок Голиаф просит отключить машину, так как он устал жить и хочет наконец-то уйти на вечный покой. Игрок нажимает на кнопку и попадает в ловушку: его сознание начинает помещаться в Голиаф, а сознание из Голиафа — в тело главного героя.
Героя спасает выбранный спутник жизни — Джеспар или Калия. Они побеждают Голиафа и перед игроком ставится выбор. Он может либо бежать вместе со спутником и вернуться к зарождению следующей цивилизации, как планировал Голиаф, либо, пожертвовав собой, сломать черные камни и остановить Очищение ценой уничтожения всего Эндерала. В этом случае спутник отправится на другой континент — Киру, где также занимаются постройкой Светоча, и попытается использовать полученные знания для окончательной победы над Высшими. В дополнении Forgotten Stories была добавлена третья, секретная концовка: если самостоятельно изготовить и выпить эликсир Мечтоцвета, то Прорицатель переживает взрыв Светоча, однако не может понять, является ли происходящее реальностью или сном.

## Разработка
Студия SureAI известна своими модами на игры серии The Elder Scrolls: они начинали с разработки модификации Myar Aranath на The Elder Scrolls III: Morrowind, доступной только на немецком языке; далее на эту же игру они выпустили модификацию Arktwend, переведённую на английский язык; а на The Elder Scrolls IV: Oblivion была выпущена модификация Nehrim: At Fate’s Edge, получившая полную озвучку на немецком языке. Их следующей работой стал Enderal — модификация The Elder Scrolls V: Skyrim, созданная на движке Creation Engine. Разработка мода была начата за месяц до выпуска Skyrim и суммарно заняла 5 лет работы команды из 14 человек и почти 30 000 человеко-часов разработки. Фанаты пожертвовали на разработку модификации 27 000 €, большая часть этих средств пошла на содержание сервера. Во время работы команда располагалась в Мюнхене; офис для студии был предоставлен университетом Mediadesign Hochschule, в котором проходили обучение часть сотрудников SureAI. По словам разработчиков, при разработке мода они «старались объединить сильные стороны различных игр с открытом миром в одной RPG. Enderal — это смесь The Elder Scrolls и Gothic, приправленная многогранным и сложным сюжетом». Ведущий сценарист Enderal Николас Самуэль Лицау утверждает, что Skyrim не оказал никакого влияния на сюжет модификации; вместо этого разработчики ориентировались на игры BioWare — такие, как Mass Effect и Dragon Age.

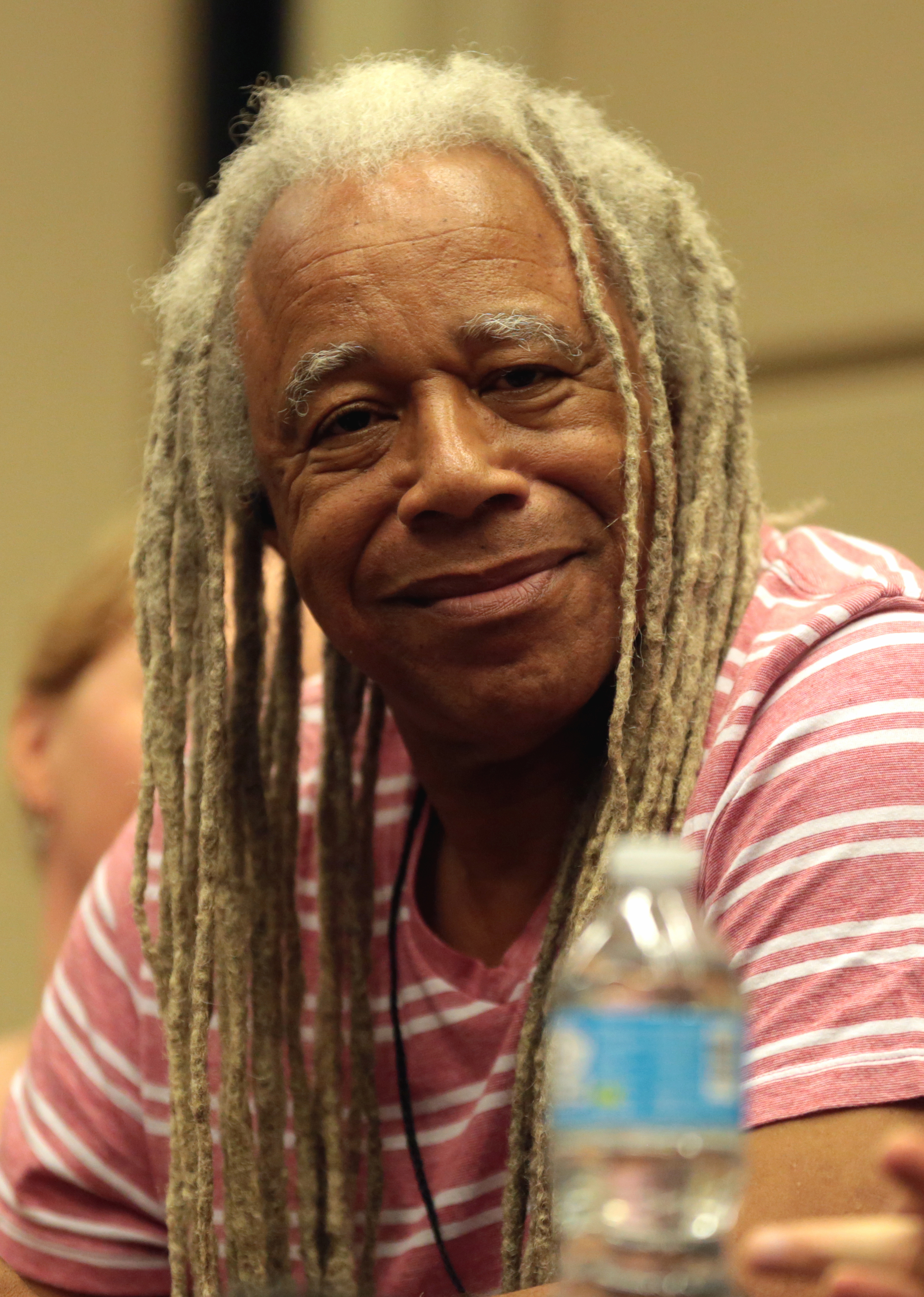
Профессиональный актёр озвучки Дэйв Фенной дал голос Маэлю Даль’Лорану и Чёрному стражу в английской версии мода

Enderal получила полную озвучку на двух языках — немецком и английском. В озвучке мода помогала берлинская студия звукозаписи 2Day productions. Часть озвучки была записана с участием профессиональных актёров, в том числе Дэйва Фенноя из The Walking Dead и Лани Минеллы из Skyrim. Всего в озвучке поучаствовало более 80 актёров, при этом все актёры участвовали в работе безвозмездно — у разработчиков не было возможности им заплатить. Сценарий игры состоял из почти 600 страниц текста и 50 часов диалогов. В основе сценария лежат идеи Карла Густава Юнга о том, что человечество обладает коллективным сознанием.

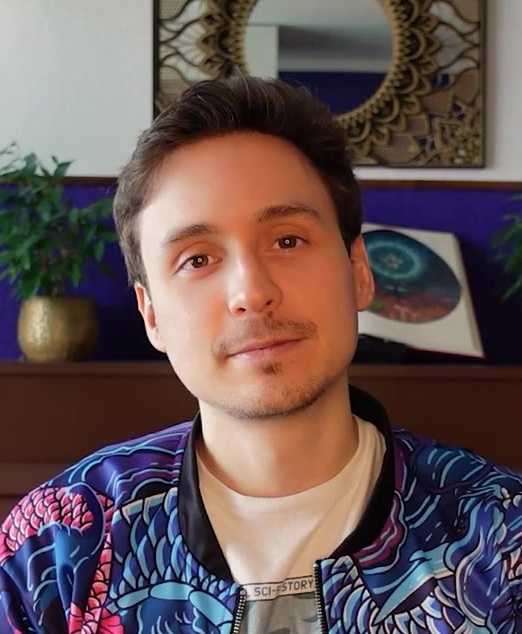
Николас Лицау, сценарист Enderal и ведущий разработчик дополнения Forgotten Stories

Анонс мода прошёл в 2013 году, когда SureAI объявили, что работают над сиквелом к Nehrim: At Fate’s Edge. В начале июля 2016 года мод был выпущен на немецком языке; английскую версию планировалось выпустить через две недели. Английская версия была выпущена 15 августа 2016 года. Мод распространяется бесплатно; для игры необходима лицензионная копия Skyrim, однако наличие DLC не требуется. Enderal использует утилиту ENBoost, а также в него включён набор популярных сторонних модов. Так, для отрисовки интерфейса используется мод SkyUI.
При разработке модификации разработчикам пришлось отказаться от ряда идей и вырезать часть контента. В декабре 2016 года студия анонсировала дополнение Enderal: Forgotten Stories, возвращающее в игру вырезанный контент и включающее в себя новые квесты, переработку талантов и новую секретную концовку. В частности, дополнение включает в себя две квестовые линии: «Золотого серпа», самой влиятельной торговой гильдии Эндерала, и «Ралаты», таинственного культа из Подгорода. Разработку Forgotten Stories возглавлял Николас Самуэль Лицау, однако в работе над дополнением не принимала участие большая часть студии, занятая в то время другими проектами. По словам Николаса, «это не означает, что SureAI больше не существует или студии что-либо угрожает: это просто означает, что Forgotten Stories является скорее личным сайд-проектом меня как сценариста Enderal». Изначально выход дополнения был назначен на 2017 год.
В сентябре 2018 года было объявлено, что Enderal будет выпущена в Steam в виде бесплатной отдельной игры. Модификация вышла на этой платформе 14 февраля 2019 года, одновременно с выпуском дополнения Forgotten Stories, и стала первой любительской игрой, основанной на Skyrim, получившей отдельную страницу в магазине Steam, не считая вспомогательной модификации Skyrim Script Extender. Игра через Steam требует наличия на аккаунте оригинальной игры Skyrim или её переиздания Skyrim: Legendary Edition, при этом устанавливать оригинальные игры не требуется. Кроме того, существует возможность одновременно установить на компьютер «чистый» Skyrim и Enderal и играть в них параллельно. Мод не совместим с переизданием Skyrim Special Edition.
При выпуске Enderal в Steam в игру была добавлена поддержка Steam Workshop для модов. Поклонники игры создали большое количество модификаций, включающие в себя графические, звуковые и геймплейные улучшения, добавление новых видов оружия и брони, расширение кузнечного дела и алхимии, а также отслеживающий инструмент для упрощения сбора коллекционных предметов и получения достижений.
По мотивам игры была написана книга Dreams of the Dying за авторством Николаса Самуэля Лицау, электронная версия которой также бесплатна и доступна для скачивания в Steam. Помимо текстового варианта книги, Dreams of the Dying также доступна в виде аудиокниги, озвученной голосом Джеспара Даль’Варека (Бен Бриттон в английской версии игры).
17 января 2021 года вышел патч 1.6.4.0, который разработчики назвали последним. Команда SureAI объявила, что у них больше нет свободного времени на поддержку игры, так как все силы направлены на разработку неанонсированного коммерческого проекта, что, в частности, означает, что они не будут разрабатывать версию мода для Skyrim Special Edition.
В начале февраля 2021 года сторонняя команда под руководством моддера Eddoursul объявила о работе над неофициальным портом Enderal для Special Edition. Через две недели на ресурс Nexus Mods был выложен вспомогательный мод, обеспечивающий совместимость Enderal с переизданием Special Edition. Одновременно с этим в магазине Steam была создана страница обновлённой версии мода, выпуск которой был назначен на март 2021 года. 24 февраля на Nexus Mods вышла «самостоятельная» версия порта, не требующая отдельно скачивать оригинальный Enderal. Steam-версия порта вышла 18 марта 2021 года.

## Награды и критика
Джоди Макгрегор из PC Gamer поставил игре 74 балла из 100, сравнив сюжет с Mass Effect и заявив, что Enderal возвращает «магию исследования Skyrim в первый раз», а также отметив, что качество озвучки «существенно превышает уровень, который можно ожидать от любительской модификации». Редакция сайта GameStar оценила мод в 87 баллов; Райнер Хаузер заявил, что он «совсем не похож на исходную игру», посчитав это высшей похвалой для модификации, и отметил отсутствие в игре «филлеров», однако покритиковал ряд технических проблем, а Хайко Клине назвал мод «ролевым искусством мирового уровня» и отметил, что то, что Enderal является модом, «не имеет значения», если не считать сложность в установке и незначительные технические неполадки. Джо Доннелли из Rock, Paper, Shotgun включил Enderal в список лучших модификаций 2016 года, назвав её «шедевром» и посчитав, что Enderal превосходит высокие стандарты, установленные Nehrim: At Fate’s Edge, всеми доступными способами.
Enderal заняла второе место в номинации «Модификация года» по итогам голосования пользователей сайта Mod DB, уступив первое место S.T.A.L.K.E.R.: Call of Chernobyl, модификации «S.T.A.L.K.E.R.: Зов Припяти», причём разница между этими кандидатами составляла меньше процента голосов. На выставке The Game Awards 2016 игра Enderal: The Shards of Order победила в номинации «Лучшее произведение фанатов», а на выставке SXSW Gaming Awards 2017 она была номинирована на награду «Произведение фанатов года», однако победителем стал Brutal Doom 64. Также Enderal входит в «зал славы модов», составляемый персоналом сайта Mod DB. В голосовании за лучший мод десятилетия, запущенном в честь двадцатилетия Mod DB, Enderal занял третье место, уступив модификациям «Хроники Миртаны: Архолос» и Mental Omega.
По состоянию на февраль 2019 года, Enderal скачало более 1,5 миллионов пользователей.

## Комментарии
1. ↑  Английский, испанский, итальянский, китайский упрощённый, немецкий, русский, французский и японский языки.